# À chacun son histoire
À chacun son histoire är ett studioalbum av den kanadensiska sångaren Natasha St-Pier. Det gavs ut år 2000 och innehåller 12 låtar. Albumet innehåller bland annat låten "Je n'ai que mon âme" som St-Pier representerade Frankrike med i Eurovision Song Contest 2001.

## Låtlista
| Nr  | Titel                     | Längd |
| --- | ------------------------- | ----- |
| 1.  | Je n'ai que mon âme       | 2:50  |
| 2.  | À chacun son histoire     | 4:48  |
| 3.  | Laisse-moi tout rêver     | 4:49  |
| 4.  | Près d'une autre          | 5:31  |
| 5.  | Tu m'envoles              | 4:20  |
| 6.  | Toi et moi                | 4:43  |
| 7.  | Dans mes nuits            | 4:16  |
| 8.  | Le vent                   | 4:21  |
| 9.  | Tu n'es plus dans ma tête | 3:49  |
| 10. | Je t'aime encore          | 3:50  |
| 11. | Et la fille danse         | 3:56  |
| 12. | Si jamais...              | 4:50  |

## Listplaceringar
| Lista               | Topplacering |
| ------------------- | ------------ |
| Belgien (Vallonien) | 23           |
| Frankrike           | 37           |